# Javier Rodríguez Hidalgo
Javier Rodríguez Hidalgo (Portugalete, Vizcaya, 1978) es un ensayista, editor, traductor y activista español.

## Biografía
Entre 2001 y 2002 estuvo en la cárcel por delito de insumisión. También ha participado en la lucha contra el Tren de alta velocidad en el País Vasco.
Javier Rodríguez Hidalgo colaboró con la revista de crítica antiindustrial Los amigos de Ludd entre 2001 y 2006. Después, entre 2006 y 2009, fue el editor de la revista de crítica social Resquicios. También escribe en la revista Cul de sac.
Ha traducido al castellano a autores como Lewis Mumford, Jaime Semprún, René Riesel, Jean-Marc Mandosio, Alexandre Jacob, Pablo Sastre y Joseba Sarrionandia, entre otros.
En julio de 2013 publicó ¿Sólo un dios puede aún salvarnos?, un ensayo sobre Heidegger y la técnica. En este libro, Rodríguez Hidalgo pone en entredicho la figura del filósofo alemán y su supuesto papel de crítico lúcido de la sociedad técnica. En junio de 2017 publicó un artículo en el que criticaba la novela Patria de Fernando Aramburu y su recepción por la crítica literaria.

## Obras
- Javier Rodríguez Hidalgo y Ander Berrojalbiz, La docilidad en tiempos de Covid, Ediciones El Salmón, 2023.
- Javier Rodríguez Hidalgo, Adiós a una época que muere sin paz. La crítica del mundo moderno en la literatura española (1874-1936), Ediciones El Salmón, 2023.
- Javier Rodríguez Hidalgo, ¿Sólo un dios puede aún salvarnos? Heidegger y la técnica, Ediciones El Salmón, 2013.
- Javier Rodríguez Hidalgo, La revolución en la crítica de Félix Rodrigo Mora, Ediciones El Salmón, 2011.

### Traducciones
- Jaime Semprún, Apología por la insurrección argelina, Muturreko, 2002.
- Grupo Marcuse, De la miseria humana en el medio publicitario, Melusina, 2009.
- Lewis Mumford, El mito de la máquina, traducido del inglés, Pepitas de calabaza, 2011.
- Nadine Ribault y Thierry Ribault, Los santuarios del abismo. Crónica de la catástrofe de Fukushima, traducido del francés, Pepitas de calabaza, 2012.
- Joseba Sarrionandia, ¿Somos como moros en la niebla?, traducido del euskera, Pamiela, 2012.
- William Morris, La era del sucedáneo, y otros textos contra la civilización moderna, Pepitas de calabaza, 2016.